# Synoptische meteorologie
Macrometeorologie of synoptische meteorologie is het onderdeel van de meteorologie dat zich bezighoudt met grote, langdurige weersystemen. De tijdsduur van deze systemen is van enkele dagen tot meer dan een maand en afhankelijk van de definitie van enkele honderden km tot tienduizenden km groot.
Binnen de macrometeorologie wordt weer een onderverdeling gemaakt. Een veel gebruikte is die van Orlanski uit 1975:
| Schaal        | Afmeting       | Voorbeelden                      |
| ------------- | -------------- | -------------------------------- |
| Macroschaal-β | 2000-20.000 km | Barocline golven                 |
| Macroschaal-α | >20.000 km     | Getijgolven, lange staand golven |

In 1981 kwam Fujita met een indeling waarin de macroschaal loopt van 400 tot 40.000 km.

## Noot
1. ↑  Orlanski, I. (1975): A rational subdivision of scales for atmospheric processes. Bulletin of the American Meteorological Society, 56(5), 527-530.